# Ichneumon tinea
Ichneumon tinea là một loài tò vò trong họ Ichneumonidae.